# Атанас Далчев
Атанас Христов Далчев (болг. Атанас Христов Далчев; *12 червня 1904, Салоніки — †17 січня 1978, Софія) — один з найвизначніших болгарських поетів та перекладачів ХХ століття.